# Herty Nava
Herta Sandra Nava Cerball (21 de febrero de 1969, La Paz), conocida artísticamente como Herty. Es una cantante boliviana retirada, fue parte integrante del grupo musical femenino Ivia en la década de los años 80 y que actualmente reside en la ciudad de Santa Cruz de la Sierra. Estudio en el colegio Santa Teresa y fue allí donde conoció a sus amigas más cercanas con quienes formaron Ivia: Karen, Corina y Mónica. 
Gracias a la banda obtuvo junto con las integrantes un notable éxito y grabó casi la totalidad de sus temas musicales, entre los cuales destacan: Una buena razón, Por ser tú, Sin Ti, Dulces recuerdos, Si tu no llegas, No corras más y entre otros. También formó parte en la composición de otros temas musicales: Gracias, No me dejes de querer, Hay tantas cosas lindas. 
En 2005, después de muchos años de separación, se reencontró con tres de sus compañeras en un programa de televisión, con quienes compartió los escenarios por un momento interpretando algunos temas musicales de lo que fue Ivia en el pasado. 
Está casada con Martín Arias de la Fuente, hijo del vocalista de Savia Andina, Gerardo Arias Paz.